# Adèle Weman
Adèle Wilhelmina Weman, född 7 oktober 1844 i Valkeala i Södra Finlands län, död  10 september 1936 i Kimito, var en finlandssvensk författare och lärare.

## Biografi
Adéle Weman var dotter till lantmätaren Johan Wilhelm Weman (1804–1850) och Carolina Wilhelmina, född Granholm (1801–1878), som gift sig 1837. Då hon var ett halvt år gammal blev hon fosterdotter hos sin faster Emelie Weman. År 1864 öppnade hon en skola för "folkets barn". Den tvåklassiga skolan inrymdes först i två av fasterns rum och både pojkar och flickor var välkomna. Weman fortsatte sin skolverksamhet till 1872, då Kimito kommun till slut öppnade en folkskola för flickor, där hon blev den första lärarinnan. Ännu vid 67 års ålder skötte hon sin tjänst vid Wreta folkskola i Kimito.

## Författarskap
Weman skrev folklivsberättelser mestadels under pseudonymerna Parus Ater och Zakarias. Behovet av pjäser i ungdomsverksamheten gjorde att hon även började författa skådespel. Hon debuterade som dramatiker 1914 med pjäsen Läsförhörskalaset i Hultnäs, som hade premiär på Svenska Teatern i Helsingfors. 

## Bibliografi

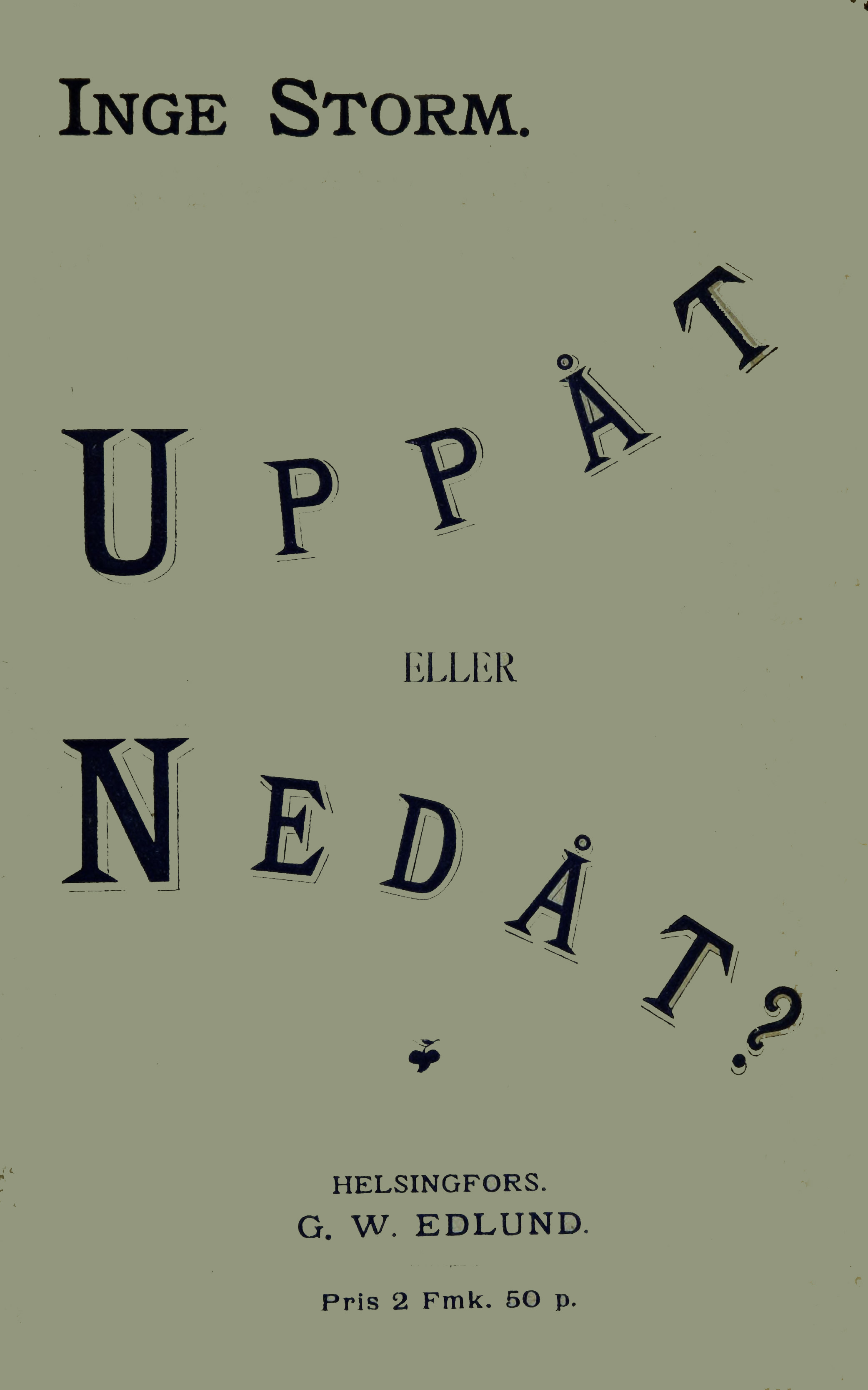
Omslaget till Uppåt eller nedåt, utgiven under pseudonymen Inge Storm 1890.

### Urval
- Valda dikter / av Parus Ater. Helsingfors: Söderström. 1917. Libris 3164104